# V382 Carinae
V382 Carinae, conosciuta anche con la sua designazione di Bayer x Carinae (x Car), è una stella situata nella costellazione della Carena. È situata a circa 8800 anni luce dalla Terra.

## Osservazione
Si tratta di una stella situata nell'emisfero celeste australe. La sua posizione è fortemente australe e ciò comporta che la stella sia osservabile prevalentemente dall'emisfero sud, dove si presenta circumpolare anche da gran parte delle regioni temperate; dall'emisfero nord la sua visibilità è invece limitata alle regioni temperate inferiori e alla fascia tropicale. Essendo di magnitudine 3,9, la si può osservare anche dai piccoli centri urbani senza difficoltà, sebbene un cielo non eccessivamente inquinato sia maggiormente indicato per la sua individuazione.
Il periodo migliore per la sua osservazione nel cielo serale ricade nei mesi compresi fra febbraio e giugno; nell'emisfero sud è visibile anche per buona parte dell'inverno, grazie alla declinazione australe della stella, mentre nell'emisfero nord può essere osservata limitatamente durante i mesi primaverili boreali.

## Caratteristiche fisiche
V382 Carinae è una supergigante gialla di classe G con una magnitudine apparente di +3.93. È classificata come una variabile cefeide e la sua luminosità varia dalla magnitudine di +3.84 alla magnitudine di +4.02. È una stella nata con una massa oltre 25 volte quella solare pochi milioni di anni fa, la sua luminosità è oltre 200.000 quella del Sole, e con un raggio 500 volte superiore è una delle stelle più grandi conosciute. In uno studio del 2020 il suo diametro angolare è stato misurato in 2,377 mas, che alla distanza alla quale si trova corrisponde un raggio di 485 volte quello solare.